# Le rose di Danzica
Le rose di Danzica (distribuïda internacionalment com The Roses of Danzig) és una pel·lícula de drama bèl·lic italiana dirigida per Alberto Bevilacqua i coproduïda per la Rai, que fou estrenada als cinemes el desembre de 1979. Està basada en la novel·la homònima del propi Bevilaqua. Dos anys després de la seva estrena als cinemes, la RAI la va exhibir en forma ampliada com a sèrie en tres capítols.

## Repartiment
L'acció se situa a Dantzig cap al 1919. Allà, el general prussià Konrad von Der Berg segresta el jove noble baró Erich von Lehner. Després d'una enemistat inicial, es produeix una estreta amistat entre els dos i el jove baró von Lehner finalment es fa càrrec de l'última voluntat del general. La pel·lícula explica la topada entre els primers nacionalsocialistes i els seus oponents.
- Franco Nero: General Konrad von Der Berg
- Helmut Berger: Baró Erich von Lehner
- Olga Karlatos: Margarethe
- Eleonora Vallone: Jutta
- Franco Javarone: Klaus von Knobelsdorf
- Macha Méril: Elvira von Lehner
- Roberto Posse: Herbert von Lehner
- Franco Ressel: sacerdot

## Distribució
La pel·lícula va obtenir el vistiplau de la censura n, 74137 el 19 d'octubre de 1979. Hi ha una versió ampliada en tres capítols, emesa per la RAI els dies 7, 14 i 21 d'octubre de 1981.
La banda sonora de Luis Bacalov fou publicada per primer cop en CD per Beat Records Company el 2016.